# 白马塔
40°09′N 94°40′E / 40.150°N 94.667°E
白马塔，位于中国甘肃省敦煌市西郊，为一个省级文物保护单位，类型为古建筑。
白马塔的历史年代为清、民国。